# Winnetou
Winnetou è un personaggio immaginario ideato dallo scrittore tedesco Karl May (1842-1912). È un fittizio capo della tribù indiana dei Mescalero-Apache, ed è protagonista, assieme ad Old Shatterhand e ad altri eroi nati dalla penna dello stesso autore, di una vasta serie di romanzi a tema western e dei relativi adattamenti cinematografici e di altre opere derivate. Fino al 1899 il suo ideatore, Karl May, sostenne che Winnetou fosse un personaggio realmente esistito.

## Caratteristiche
Winnetou è un nativo americano appartenente alla tribù degli Apache, della quale diventa poi capo, succedendo al padre, Intschu-tschuna, alla sua morte. Il suo nome, stando a quanto riportato nei romanzi, significherebbe in lingua apache "acqua ardente". Già prima di conoscere Old Shatterhand ha avuto un mentore bianco nella figura di Klekih-petra, un viaggiatore tedesco adottato dalla tribù. Ha una sorella minore di nome Ntscho-tschi. È stato innamorato di Ribanna, figlia del capo degli Assiniboin, la quale però ha sposato un altro uomo ed è più tardi stata uccisa da uno spasimante rifiutato. Dopo di ciò non viene più fatto accenno ad altri interessi sentimentali dell'Apache.
Dal punto di vista sia fisico che caratteriale, il personaggio ha subito forti trasformazioni col progredire della saga letteraria. Alla sua prima apparizione, nel 1878, viene descritto come un uomo non troppo alto, robusto e sui cinquanta anni. Sa essere spietato, arrivando a strappare lo scalpo ai nemici uccisi. In successive apparizioni viene vieppiù idealizzato, incarnando lo stereotipo del "buon selvaggio". Fiero e dignitoso, diventa amante della pace e della giustizia, rinuncia spesso alla vendetta e cerca di evitare la violenza, risultando moralmente superiore alla maggior parte dei personaggi bianchi che appaiono nelle medesime storie. Cionondimeno è coraggioso ed esperto nel combattimento corpo a corpo e con l'arma bianca (in particolare il tomahawk e il pugnale), oltre ad essere un eccelso tiratore.
Conosce varie lingue indiane e l'inglese e ha compiuto svariati viaggi anche al di fuori dell'America, visitando l'amico Old Shatterhand a Dresda e accompagnandolo in un viaggio in Nordafrica. Rispetto al suo grande amico e fratello di sangue Old Shatterhand, egualmente descritto come astuto, valoroso ed esperto praticamente in ogni cosa, Winnetou appare più schivo e silenzioso, lasciando solitamente parlare il compagno. Solo Old Shatterhand e altri eroi della sua levatura, come Surehand e Firehand, godono della sua confidenza.

### Armi

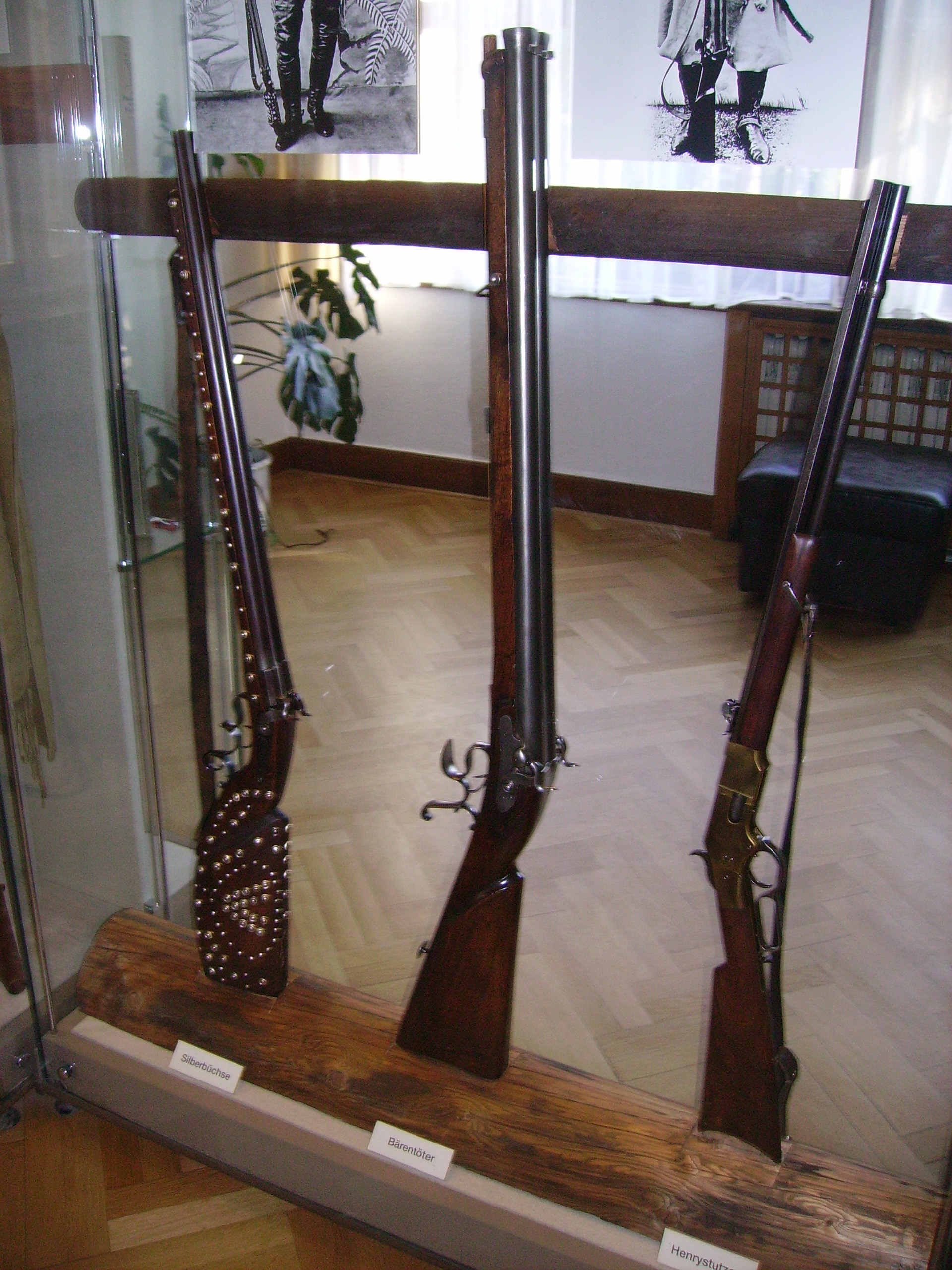
I fucili creati da Karl May, da sinistra: Silberbüchse, Bärentöter e Henrystutzen

Per i suoi personaggi Karl May inventa una serie di armi, in particolare fucili. Oltre alle armi create per Old Shatterhand, il romanziere tedesco inventa anche un fucile appositamente per Winnetou, si tratta del Silberbüchse ("fucile d'argento"), nome dovuto alle numerose borchie d'argento che ricoprono calcio e altre parti dell'arma.
Alla morte di Winnetou il fucile verrà affidato all'amico Old Shatterhand, che lo conserverà assieme ai suoi altri due fucili, Bärentöter ("sterminatore di orsi") e Henrystutzen ("carabina Henry"), divenendo la sua arma principale.

### Cavallo
Winnetou cavalca un cavallo nero chiamato Iltschi ("Vento"). Iltschi ha un fratello, Hatatitla ("Fulmine"), di cui Winnetou fa dono all'amico Old Shatterhand.

## Romanzi
Le principali vicende che riguardano Winnetou sono riportate in una trilogia di romanzi: Winnetou I, Winnetou II e Winnetou III. Esiste anche un quarto romanzo, Winnetou IV o Gli eredi di Winnetou, ambientato anni dopo, che riporta vicende successive alla morte del protagonista.
In Winnetou I, il protagonista, figlio del capo apache Intschu-tschuna, affronta la compagnia ferroviaria, intenzionata a costruire una linea in pieno territorio indiano. Bancroft, capo della compagnia, è segretamente alleato con Tangua, capo dei Kiowa e nemico degli Apache. Un primo tentativo di trovare una soluzione pacifica ha esito tragico: Rattler, uno degli uomini della compagnia, spara a tradimento a Winnetou, uccidendo però il suo mentore Klekih-petra, che si getta in mezzo. I Kiowa fanno prigionieri Winnetou e diversi Apache. Old Shatterhand, un altro uomo impiegato dalla compagnia, ma contrario al complotto ordito dai suoi capi, riesce a liberare Winnetou dalla prigionia. Ma nel successivo attacco degli Apache al campo della compagnia ferroviaria, Winnetou non riconosce il suo liberatore e lo ferisce gravemente.
Grazie ad un'ordalia, una ciocca di capelli tagliata a Winnetou al momento della liberazione e a un duello risolutore contro Tangua, Old Shatterhand riesce a dimostrare a Winnetou di averlo salvato. Quest'ultimo, impressionato dal valore dell'avventuriero, gli offre di diventare suo fratello di sangue. Intanto Ntscho-tschi, la sorella minore di Winnetou, si innamora di Old Shatterhand, che accetta di sposarla, se lei si convertirà al cristianesimo. Ma la donna e suo padre vengono poco dopo sorpresi e uccisi da un bandito, Santer, che cercava di scoprire il sito di un giacimento d'oro in territorio indiano. Winnetou, ora capo degli Apache, parte alla ricerca dell'assassino.
In Winnetou II il protagonista continua la sua caccia a Santer, inizialmente infruttuosa. Incrocia ancora Old Shatterhand e il suo amico Old Death, che vivono svariate vicende parallele, fra cui un tentativo di pacificare le tribù indiane degli Apache e dei Comanche. Dopo uno scontro con gli indiani Ponca, i due fratelli di sangue scovano Santer, ma non riescono a catturarlo, sicché al termine del romanzo si separano nuovamente.
Winnetou III è diviso in due archi narrativi. Nel primo Old Shatterhand e Winnetou, assieme ad un intrepido esploratore chiamato Sans-ear, affrontano a più riprese i Comanche e inseguono i banditi Fred e Patrick Morgan, che vengono infine raggiunti nei pressi di San Francisco. Nel secondo arco narrativo Old Shatterhand e Winnetou aiutano un investigatore di nome Fred Walker nella sua caccia ad una banda di rapinatori di treni. Intanto gli indiani Sioux attaccano un convoglio di pionieri tedeschi e nel corso dell'azione di salvataggio Winnetou rimane ucciso, avendo però il tempo di convertirsi al cristianesimo prima di spirare. Old Shatterhand si rimette sulle tracce dell'assassino Santer, il quale finalmente ha trovato l'oro degli Apache, ma nel tentativo di rubarlo viene da questo schiacciato e muore. Le edizioni di questo romanzo variano sensibilmente fra di loro, ad esempio cambiano i nomi di alcuni personaggi.

## Filmografia
Durante buona parte degli anni sessanta il personaggio di Winnetou, assieme agli altri personaggi principali dei romanzi di Karl May, è stato protagonista di una saga cinematografica di produzione franco-tedesca. La saga è iniziata nel 1962 con il film Il tesoro del lago d'argento (Der Schatz im Silbersee) ed è terminata con il film L'uomo dal lungo fucile (Winnetou und Shatterhand im Tal der Toten) nel 1968. Durante tutta la saga Winnetou è stato impersonato dall'attore francese Pierre Brice.
1. Il tesoro del lago d'argento (Der Schatz im Silbersee, 1962)
2. La valle dei lunghi coltelli (Winnetou 1. Teil, 1963)
3. La battaglia di Forte Apache (Old Shatterhand, 1964)
4. Giorni di fuoco (Winnetou 2. Teil, 1964)
5. Là dove scende il sole (Unter Geiern / Winnetou und der Barenjager - Unter Gefahr, 1964)
6. Danza di guerra per Ringo / Uccidere a Apache Wells (Der Olprinz, 1965)
7. Desperado Trail (Winnetou 3. Teil, 1965)
8. Surehand (Mano veloce) (Old Surehand 1. Teil, 1965)
9. Il giorno più lungo di Kansas City (Winnetou und das Halbblut Apanatschi, 1966)
10. Tempesta alla frontiera (Winnetou und sein Freund Old Firehand, 1966)
11. L'uomo dal lungo fucile (Winnetou und Shatterhand im Tal der Toten, 1968)

## Giocattoli
- Negli anni settanta ai personaggi dell'universo di Karl May è stata dedicata una popolare linea di action figure sviluppata dalla preesistente linea Big Jim della Mattel, chiamata appunto "Karl May". La linea di giocattoli, distribuita come tale solamente nei paesi del centro e nord Europa, presentava tra i primi personaggi prodotti anche il personaggio di Winnetou.[1] I medesimi personaggi vennero distribuiti nel resto d'Europa come parte della linea Big Jim con in nome di "Gli amici del West di Big Jim", venendo però ribattezzati. In particolare Winnetou venne distribuito con il nome di Geronimo. Winnetou/Geronimo venne inoltre distribuito in due versioni, la versione standard e la versione "economica". La prima versione standard era inoltre presente in due varianti: in seguito all'introduzione delle mani prensili, infatti, venne ridistribuito con le nuove mani.
- Negli anni settanta la ditta di giocattoli plastici tedesca Dom Plastik ha creato una serie di soldatini di plastica in scala 1:32, raffigurante i personaggi dei romanzi di Karl May. La serie consta di sei pezzi, compreso Winnetou, in pose diverse e con il nome di ciascun personaggio stampato sulla base.
- Al personaggio di Winnetou è stata dedicata una bambola bebè prodotta dalla casa di giocattoli italiana Furga nel 1983 in due versioni, di differenti dimensioni.

## Animazione
Nel 2002 uscì WinneToons, una serie televisiva animata in tedesco di 27 episodi.
Nel 2009 fu seguita dal film d'animazione WinneToons - Die Legende vom Schatz im Silbersee, anch'esso solo in tedesco, che fa riferimento in particolare a Il tesoro del lago d'argento.

## Videogiochi
Videogiochi su Winnetou e la sua saga:
- Der Schatz im Silbersee (1993), avventura grafica per MS-DOS uscita solo in tedesco
- WinneToons: Die Legende vom Schatz im Silbersee (2007), platform per Nintendo DS, basato in particolare sui personaggi dell'animazione

## Influenze nella cultura

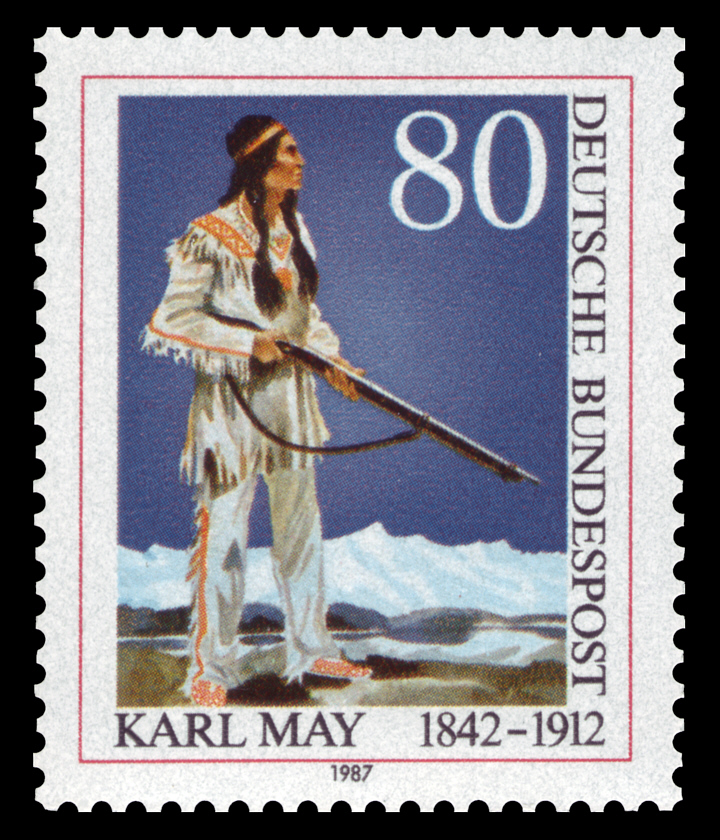
Francobollo della Deutsche Bundespost dedicato al personaggio di Winnetou

Le storie di Karl May hanno avuto influenza nella creazione del personaggio di Lone Ranger, che ha, come Old Shatterhand, un amico pellerossa di nome Tonto, che rappresenta il corrispettivo di Winnetou.
Nel 1987 la Deutsche Bundespost ha dedicato allo scrittore Karl May un francobollo commemorativo da 80 Pfennig rappresentante il personaggio di Winnetou.